# Anna Galiena
Anna Galiena (Rome, 22 december 1954) is een Italiaanse actrice.
Zij verliet haar geboortestad Rome na de middelbare school te hebben afgemaakt, en reisde naar New York waar ze theater studeerde. In 1978 debuteerde ze in de rol van Julia in Romeo en Julia. In 1980 trad ze toe tot de Actors Studio, een New Yorkse theateracademie waar acteurs onderling kennis en ervaring uitwisselen. Ze trad van 1978 tot 1984 op als actrice in verschillende theatergezelschappen, onder meer op Broadway.
In 1984 keerde ze terug naar Italië en trad op in de rol van Natascha in Drie Zusters van Anton Tsjechov in het Teatro Stabile in Genua. De jaren daarop speelde ze verschillende rollen, zowel in televisieseries als in speelfilms. In 1990 werd ze wereldwijd bekend door haar hoofdrol in de tragikomedie Le Mari de la coiffeuse van regisseur Patrice Leconte, waar ze de echtgenote-kapster vertolkte van Jean Rochefort. Helaas wist ze het succes van deze rol tot nu toe nooit te evenaren.
In 1991 stond ze opnieuw op het toneel, ditmaal in het Théâtre National de l'Odéon in Parijs, met het stuk Le Balcon van Jean Genet, onder regie van Luis Pascal. In Spanje werd ze iets bekender door een rol in de film Jamón Jamón (1992) van regisseur Bigas Luna, waar ook Penelope Cruz een rol in speelde.
In 1993 speelde ze in een Hollywoodproductie getiteld Being Human, met Robin Williams, geregisseerd door Bill Forsyth, maar de film werd een flop.
Vanwege het succes van Le Mari de la Coiffeuse bleef ze voor vele regisseurs een aantrekkelijke actrice. In 1995 speelde ze naast Marcello Mastroianni in Tre vite e una sola morte, en in 1996 naast zanger Jon Bon Jovi in de film The Leading Man.